# 內倫敦
內倫敦（英語：Inner London）是一位於英格蘭大倫敦中心地區的區域，依照時代與定義方式的不同包括了12至13個次級行政區，並與由其他外圍次行政區所組成的外倫敦相對應。
內倫敦這名詞最早見於死亡清單（Bills of mortality），並在19世紀中葉逐漸變成一個固定的統計分區。今日的內倫敦有兩個比較主要的定義方式，其一是根據1965年施行的《1963年倫敦政府法案》，包括了12個倫敦自治市的範圍，與當時剛廢除的倫敦郡範圍相若；第二個定義則是由國家統計辦公室（Office for National Statistics, ONS）劃定以作為人口統計用途，包括了與倫敦政府法案不太相同的13個倫敦自治市，並且將倫敦市（City of London）加入統計範圍。
內倫敦曾是歐盟中最富裕的地區之一，單就2004年的統計其人均生產總值就已達71,338歐元（48,425英鎊），僅次於巴黎的全市平均74,944歐元，與法蘭克福的全市平均73,860歐元。

## 1963年倫敦政府法案（ILEA版）
1965年4月1日開始實施的《1963年倫敦政府法案》（London Government Act 1963）廢除了原本的倫敦郡、將倫敦郡下屬的行政區升級為自治市，並將這些自治區合稱為內倫敦。該法案所定義的內倫敦大致與倫敦郡的範圍一致，唯一的例外北伍利奇原本是倫敦郡的一部份，但在該法案中卻被劃歸在外倫敦的範圍。1990年4月1日內倫敦各自治市的教育主管單位進行整合，組成單一的內倫敦教育局（, ），是目前主要使用倫敦政府法案所定義區域範圍的單位。除了改為單一的教育主管組織外，將倫敦市也納入管轄範圍是ILEA版的內倫敦與1990年之前的內倫敦定義不同之處。
在此定義下的內倫敦涵蓋了624平方公里的面積，包含12個倫敦自治市與一個獨立的市級行政區，共13個行政單位：
- 倫敦市
- 倫敦自治市
  - 卡姆登
  - 格林威治
  - 哈克尼
  - 漢默史密斯-富勒姆
  - 伊斯林頓
  - 肯辛頓-切爾西
  - 蘭貝斯
  - 劉易舍姆
  - 南華克
  - 陶爾哈姆萊茨
  - 旺茲沃思
  - 西敏市

## 國家統計辦公室（ONS版）
國家統計辦公室與《1963年倫敦政府法案》對「內倫敦」的定義大致相同，只是再把2個倫敦自治市——哈林蓋、紐漢——納入「內倫敦」，同時剔除格林威治；總數多了1個。歐盟統計局（Eurostat）亦採用ONS版的內倫敦，作統計之用。2011年，這裡有人口3,231,901人。